# Mantiasz
Mantiasz vagy Manteiasz (latinul: Mantias, i. e. 3. század) görög orvos.

## Élete
Alexandriában működött a Kr. e. 3. század közepe táján, mint a Hérophilosz-féle iskolához tartozó jeles orvos és szakíró. Kísérleti úton törekedett a különböző gyógyszerek hatását megállapítani, és a gyógyszerek összetételéről, hatásáról, adagolásáról egy művet írt, a melyet Galénosz a legjobbnak mondott az összes hasonló tartalmú munkák között, és amelyet évszázadokon át igen nagy becsben tartottak. Mantiasz egy sebészeti kötözéstant és egy másik munkát is írt, de művei néhány töredék kivételével elvesztek. Az empirikus orvosi iskola egyik legnevezetesebb képviselője, a tarentumi Hérakleidész Mantiasz tanítványa volt.